# Marcel Gouron
Pour les articles homonymes, voir Gouron.
Marcel Gouron (1900-1982) est un archiviste et historien français.

## Biographie
Marcel Gouron naît le 2 avril 1900 à Saint-André-de-Cubzac. Archiviste paléographe en 1923, il soutient en 1938 une thèse de doctorat ès lettres.
Il fait ses débuts en 1925 comme archiviste des Landes (1925). Nommé archiviste du Gard en 1928, il est archiviste en chef de l'Hérault en 1951 ; il est aussi conservateur des antiquités et objets d'art de ces deux départements. En 1957, il devient conservateur en chef du Languedoc-Roussillon. Il obtient en 1967 une charge de cours à l'université de Montpellier, avant de devenir archiviste municipal de la ville de 1970 à 1976. 
En 1933, il participe à la fondation de la Société d'histoire et d'archéologie de Nîmes et du Gard. En 1940 devient prisonnier de guerre en Allemagne. À la Bibliothèque d'État de Berlin il est occupé de catalogage des incunables. En 1944 il est transféré à Marbourg (Hesse) pour travailler au Preußisches Forschungsinstitut für Kunstgeschichte. En 1952, il préside la Fédération des sociétés savantes du Languedoc-Roussillon. Membre de l'École antique de Nîmes, ainsi que de l'Académie de Nîmes de 1935 à 1952, il la préside en 1948 ; il est ensuite membre de l'Académie des sciences et lettres de Montpellier de 1952 à sa mort.
Il meurt à Montpellier le 28 novembre 1982. Il est le père d'André Gouron et de Françoise Knopper.

## Travaux
Ses premiers travaux, dont ses thèses d'École et de doctorat, portent sur l'amirauté de Guyenne. Il élargit ensuite ses recherches à l'histoire de l'enseignement supérieur en Languedoc.

## Ouvrages
- Histoire de la ville du Pont-Saint-Esprit (ill. Daniel Jacomet), Nîmes, Chastanier Frères, 1934 (BNF 34126427).
- Recueil des privilèges accordés à la ville de Bordeaux par Charles VII et Louis XI, Bordeaux, Castera, 1937 (BNF 32185496).
- Catalogue des chartes de franchises de la France : les chartes de franchises de Guienne et Gascogne, t. II, Paris, Sirey, coll. « Société d'histoire du droit », 1935 (BNF 32185486).
- L'Amirauté de Guienne depuis le premier amiral anglais en Guienne jusqu'à la Révolution, Paris, Sirey, 1938 (BNF 34193055).
- Matricule de l'université de médecine de Montpellier (1503-1599), Genève, Droz, coll. « Travaux d'humanisme et de Renaissance », 1957 (BNF 33955786).

## Distinctions

### Prix
- 3e médaille du concours des antiquités de France (1935)[14].
- Prix Bordin (1936)[15].
- 1958 : Académie des inscriptions et belles-lettres - Prix Delalande-Guérineau pour Le Matricule de l'Université de Médecine de Montpellier[16].

### Décorations
- Officier de la Légion d'honneur (1962)[2].
- Officier de l'ordre national du Mérite (1967)[2].
- Officier de l'Instruction publique (1946)[2].
- Commandeur de l'ordre des Arts et des Lettres (1966)[2].
- Croix de guerre 1939-1945[2].
- Chevalier de l'ordre du Mérite agricole (1954)[2].
- Croix des services militaires volontaires[2].